# رباط ترك (مقاطعة دليجان)
رباط ترك (بالفارسية: رباط ترک) هي قرية تقع في مركزي في إيران. يقدر عدد سكانها بـ 348 نسمة .